# ヘンリク2世 (シフィドニツァ公)
ヘンリク2世（ポーランド語：Henryk II Świdnicki；チェコ語：Jindřich Svídnický；ドイツ語：Heinrich II von Schweidnitz，1316年頃 - 1345年6月25日）は、シフィドニツァ公（在位：1326年 - 1345年、兄と共同統治）。シフィドニツァ公ベルナルトの次男で、母はポーランド王ヴワディスワフ1世の娘クネグンダ。
生年は不詳だが、このことは兄のボルコ2世とやや年が離れているためと思われる。ヘンリク2世が史料に登場するのは1337年になってからである。1326年に父が死んで以後、ヘンリク2世は兄の共同統治者だったが、結局は統治権を独占した兄に政治から締め出された。1338年、アンジュー家出身のハンガリー王カーロイ1世の長女カタジナと結婚した。夫妻の間に生まれた1人娘アンナは、ヘンリク2世が亡くなった8年後の1353年、神聖ローマ皇帝カール4世と結婚した。
| 先代 ベルナルト | シフィドニツァ公 ボルコ2世と共同統治 1326年 - 1345年 | 次代 ボルコ2世 |